# Helena Kantakuzen
Helena Kantakouzene (Ελένη Καντακουζηνή) (1333. – 10. prosinca 1396.) bila je bizantska carica.
Njezini su roditelji bili car Ivan VI. Kantakuzen i njegova žena Irena Asanina. Helena je bila sestra Teodore, Marije, Mateja i Manuela te teta osmanskog princa Halila.
Helena je imala otprilike 13 godina kad se udala za cara Ivana V. Paleologa. To je bilo u svibnju 1347. Imali su barem šestero djece, a nakon smrti muža, Helena je postala časna sestra.

## Djeca
- Andronik IV. Paleolog
- Irena, žena spomenutog Halila
- Manuel II. Paleolog
- Teodor I. Paleolog
- Mihael Paleolog (sin Ivana V.)
- Marija, zaručnica Murata I., turskog sultana